# 安洛先
安洛先（Alloces），亦稱安洛瑟，是神秘學書籍《所羅門的小鑰匙》中第一部份「Ars Goetia」所記載的七十二位魔神之一，排行第52位，為地獄之公爵。
據說以有著火紅獅頭與雙目如炎的騎馬戰士之姿態現身，凡人若直視其眼睛，將會看到自己的死相從而失明。乃掌管學問的惡魔，能給予召喚者天文學、占星術，以及眾多的學問、知識。所羅門王72柱魔神中排第52位的魔神，為地獄之侯公爵。

## 外部連結
- Occultopedia - Alocer （页面存档备份，存于）